# LEV (cable submarino)

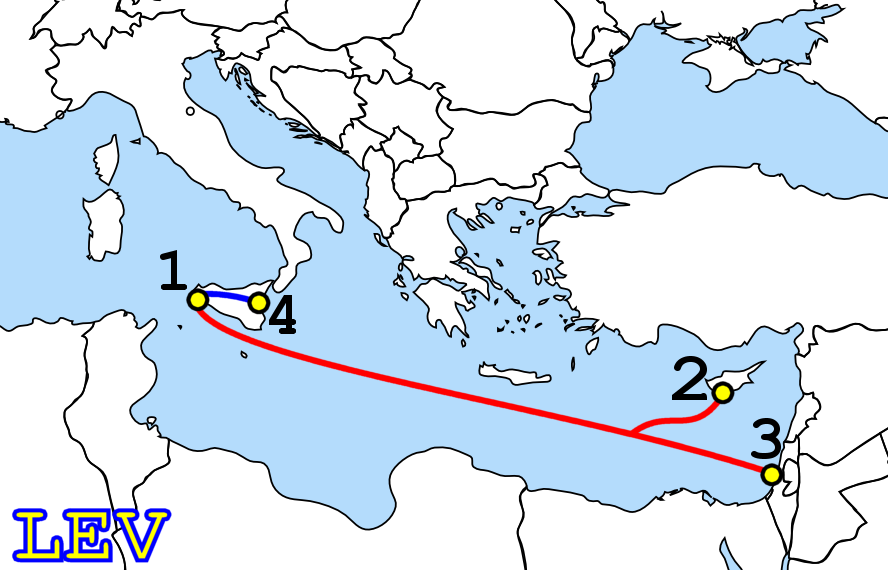
Ruta del cable, rojo es submarino, azul oscuro es terrestre

LEV es un sistema de cable de telecomunicaciones submarino en el Mar Mediterráneo que conecta Italia, Chipre e Israel.
Tiene puntos de amarre en:
1. Mazara del Vallo, provincia de Trapani, Sicilia, Italia
2. Yeroskipou cerca de Paphos, Chipre
3. Tel Aviv, Israel

Sección terrestre (mostrada en azul) para:
4. Catania, Sicilia, Italia
Tiene una capacidad de transmisión de diseño de 20 Gbit/s, comenzando a a operar a 5 Gbit/s, y una longitud total de cable de 2.600 km. Entró en funcionamiento en marzo de 1999.
El cable consta de un cable con 2 pares de fibras. Cada par de fibras tiene la capacidad de diseño inicial de 8 longitudes de onda de alrededor de 1550 nm de longitud de onda, que pueden transportar tráfico a una velocidad de datos de 2,5 Gbit/s cada una.
Los puntos de aterrizaje están dispuestos en un anillo, donde cada 2 puntos de aterrizaje tienen exactamente un par de fibras que los conecta.
El sistema actual sirve principalmente como un sistema de respaldo para el sistema de cable MedNautilus más nuevo y de mayor capacidad.